# Dafne (naiade)
Dafne (in greco antico: Δάφνη?, Dáphnē, "lauro", indicante l'alloro) o Daphne è un personaggio mitologico greco. Si tratta di una delle Naiadi, un tipo di Ninfa femminile associata prevalentemente ai corsi d'acqua dolce nelle loro generalità, quindi a fontane, pozzi, sorgenti e ruscelli.

## Genealogia
Figlia del dio fluviale Ladone e della naiade Creusa secondo la maggior parte degli autori greci, viene invece considerata figlia di Peneo da parte di alcuni degli autori latini (Ovidio e Igino) e figlia di Amicla sui frammenti di altri autori.

## Biografia
Ci sono diverse versioni del mito che la riguarda, ma la vicenda nelle sue basi narra che a causa della sua estrema bellezza si attirò l'attenzione e l'ardore amoroso del dio Apollo. Ella però rifiutò l'amore divino e cominciò a fuggire via lontano; Apollo la inseguì ma poco prima di raggiungerla la fanciulla supplicò i genitori, il dio fluviale Ladone e la madre, la naiade Creusa di salvarla. Gli Dèi ascoltarono la preghiera ed ecco che, in un attimo, la giovinetta si trasformò in una pianta.
Ne Le Metamorfosi del poeta latino Publio Ovidio Nasone, che racconta la vicenda nella modalità del racconto amoroso elegiaco, viene invece identificata come essere la figlia di Peneo, un fiume sacro che scorre in Tessaglia.
Ai Giochi Pitici che si svolgevano ogni quattro anni a Delfi proprio in onore di Apollo, una corona di alloro raccolta nella Valle di Tempe in Tessaglia veniva consegnata come premio ai vincitori delle gare; secondo Pausania il Periegeta il motivo di questo era "semplicemente solo perché la tradizione prevalente vuole che Apollo si innamorò di Daphne".
Il mito di Dafne ha come prologo l'uccisione da parte di Apollo del serpente Pitone. Secondo il mitografo Igino (Fabulae 203) il dio inseguì la ninfa per tutta la Tessaglia, mentre per Pausania il fatto accadde in Arcadia; la ricerca di una ninfa locale da parte di una divinità olimpia, nell'ambito dell'adeguamento arcaico del culto religioso in terra greca è uno dei punti fondamentali della narrazione aneddotica ovidiana.

## Il mito
Dafne fu amata dal dio Apollo. Questo si vantava della sua bravura nel tiro con l'arco deridendo Eros e definendosi migliore nei confronti dell'altro dio. Così Eros, irato, prese due frecce dalla faretra: una con la punta ben acuminata fatta d'oro (destinata a infliggere l'amore di Apollo verso Dafne) e l'altra con la punta stondata fatta di piombo (destinata a far respingere l'amore di Apollo verso Dafne).
Sacerdotessa della Madre Terra, Dafne era una ninfa amante della propria libertà: ella non solo conquistò il cuore di Apollo, ma anche quello di un giovane mortale di nome Leucippo ("quello dei cavalli bianchi"), il figlio del re dell'Elide Enomao. Egli si travestì da donna per potersi accostare a Dafne. Secondo alcune fonti le sacerdotesse decisero, forse per suggerimento di Apollo, di effettuare nude (direttamente nel fiume Ladone) i propri riti segreti; il bagno tuttavia portò allo smascheramento di Leucippo che morì ucciso dalle stesse fanciulle le quali immersero le loro lance acuminate nel corpo nudo ed inerme del ragazzo.
Giunse allora il momento in cui Apollo, approfittando della caduta del nemico in amore, si dichiarò a Dafne, ma fu respinto. Il dio si mise all'inseguimento della fanciulla che era corsa via spaventata, e stava quasi per raggiungerla quando Dafne, invocato l'aiuto di Gea o del padre, si trasformò in un albero di alloro. Da allora fu l'albero preferito di Apollo, che ne porta i rami come una corona.
In un'altra versione Apollo, fiero di sé, vantandosi delle proprie imprese con il dio dell'Amore, cominciò a schernirlo per il fatto che le sue armi, l'arco e le frecce, non sembravano poi così adatte a lui; qui l'infatuazione del dio viene causata da un dardo scagliato da un Eros irritato, che voleva far pagare ad Apollo il fatto d'averlo preso in giro dubitando della sua abilità con l'arco. Deciso a vendicarsi, colpì quindi il dio con una freccia d'oro - in grado di far innamorare alla follia dei e mortali della prima persona su cui avessero posato gli occhi dopo il colpo - mentre la ninfa Dafne, di cui Apollo si era invaghito, con una freccia di piombo che faceva rifiutare l'amore. In tal modo dimostrava inequivocabilmente il potere dell'amore.

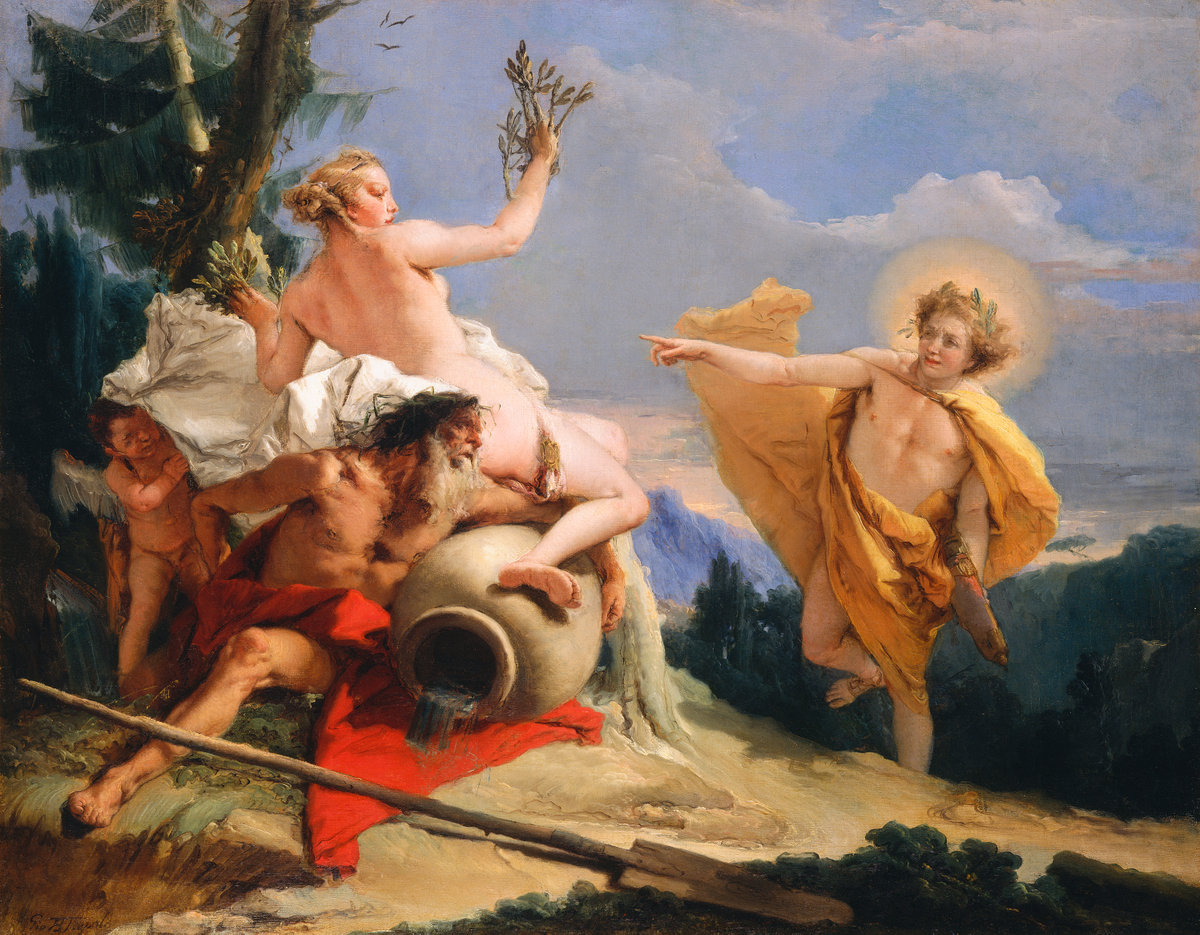
Giovanni Battista Tiepolo, Apollo insegue Dafne, 1755-60, olio su tela, 68,5 × 87 cm, Londra, National Gallery of Art

La ninfa colpita dalla freccia di piombo appena vide Apollo cominciò a fuggire. Questi iniziò allora ad inseguirla, finché non giunsero entrambi presso il fiume Peneo; qui la ragazza pregò il padre di aiutarla (o secondo altre varianti la ninfa si rivolse a Gea ,la Dea-Terra). Dafne si trasformò così in un albero di Laurus nobilis (l'alloro). Un torpore pesante afferrò le sue membra, una corteccia sottile le si chiuse sul petto, i capelli si trasformarono in foglie, le braccia in rami, i piedi in un attimo furono bloccati e velocemente mutati in radici, il suo volto si perse. Solo la sua bellezza splendente fu lasciata inalterata.
Il dio, ormai impotente, decise di rendere questa pianta sempreverde e di considerarla a lui sacra e a rappresentare un segno di gloria da porre sul capo dei migliori fra gli uomini, i più capaci di imprese esaltanti.
Vi è infine anche una versione alternativa del primo racconto che ci presenta Dafne come una mortale, figlia di Amicla; appassionata di caccia, era fermamente determinata a preservare la verginità. Percorreva le montagne insieme alle sue compagne, cacciatrici come lei, vivendo sotto la protezione di Artemide. Leucippo (lo "stallone bianco"), invaghitosi di lei, per avvicinarla si travestì da donna e si unì al gruppo delle cacciatrici; a questo punto Apollo, ingelositosi, decise di smascherare l'inganno ispirando al gruppo di giovani donne il desiderio di bagnarsi in una sorgente.
Leucippo fu costretto a spogliarsi e venne pertanto scoperto (in ciò simile al mito di Callisto); solo l'intervento degli dei, che si premurarono di renderlo invisibile, poté impedire al giovane di fare una tragica fine. Apollo nel trambusto che ne seguì cercò di rapire Dafne la quale però riuscì a sfuggirgli e, dietro sua preghiera, venne trasformata da Zeus  in alloro.
Questa storia, in parte differente, narrata dal poeta ellenista Partenio nella sua "Erotica Pathemata" (i dolori dell'amore), è risultata essere sempre meno familiare, anche perché l'arte del Rinascimento esaltò il racconto così come viene descritto da Ovidio. Ma a quanto ne dice anche lo storico ellenistico Filarco di Atene, la cosa era nota a Pausania, che non mancò di citarla. 

## Templi dedicati a Dafne
Vi era nella terra dei Lacedemoni, in un luogo chiamato Hypsoi, un tempio detto di "Artemis Daphnaia"; sorgeva sulle pendici del monte Cnacadion nei pressi dei confini dei territori soggetti a Sparta e aveva tra i suoi alberi sacri l'alloro.

## Interpretazioni
Il mito di Apollo e Dafne è stato variamente esaminato come una battaglia tra la castità (Daphne) e il desiderio sessuale (Apollo). Come Apollo insegue per bramosia di lussuria Dafne, così questa si salva attraverso la sua metamorfosi e confinamento nell'albero d'alloro che può essere visto come un atto di castità eterna. Daphne è costretta a sacrificare il suo corpo e diventare una pianta come la sua unica possibilità di fuga dalle pressioni dei costanti desideri sessuali di Apollo. Il dio infine accoglie la castità eterna di Daphne e crea una corona dai suoi rami, trasformando il suo simbolo di castità in un simbolo culturale per lui e tutti gli altri poeti e musicisti.
Dafne è spesso identificata come "Artemis Daphnaia", la sorella del dio, osservato l'antropologo e psicoanalista di derivazione freudiana Géza Róheim, e anche Joseph Eddy Fontenrose concorda. Altri invece affermano che una sua identificazione automatica con Artemide senza alcun dubbio semplifica eccessivamente l'immagine: l'equazione di Artemide e Daphne nella trasformazione del mito stesso chiaramente non può funzionare.
Nella letteratura più recente si è anche sostenuto che Il bacio di Gustav Klimt possa essere un dipinto simbolico del bacio dato a Daphne da Apollo nel momento in cui ella si trasforma in un albero di alloro.

## Nelle arti

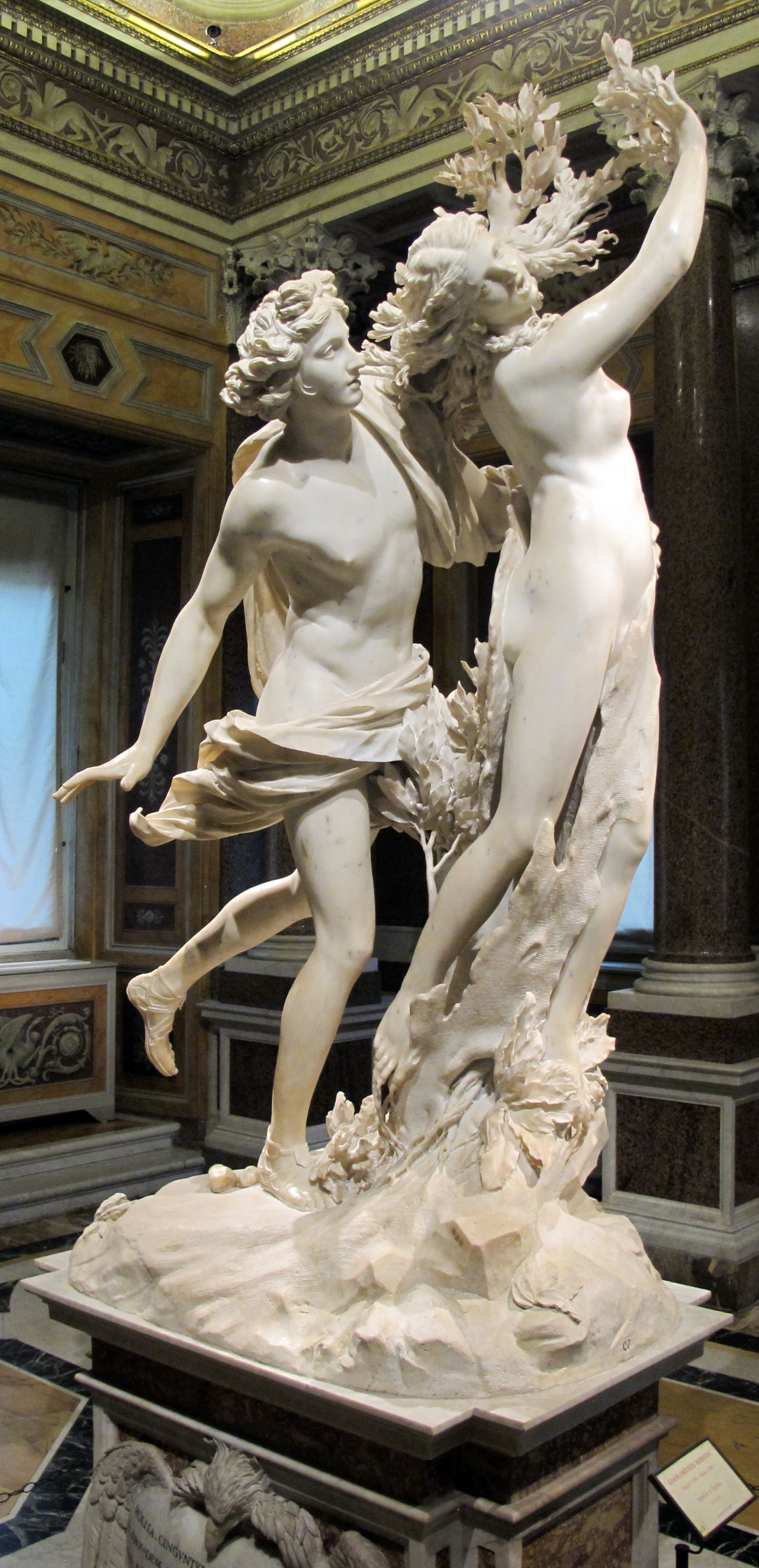
Lorenzo Bernini, Apollo e Dafne, 1622-1625, marmo, h 243 cm, Roma, Galleria Borghese

La maggior parte delle creazioni artistiche riguardanti questo mito si focalizzano sul momento della trasformazione.
Il mito di Dafne ha dato spunto alla rappresentazione artistica di moltissimi autori, quali i pittori Piero del Pollaiolo, Giorgione, Giovanni Battista Tiepolo e scultori come Gian Lorenzo Bernini, autore di una celebre versione di Apollo e Dafne (1622-25).
Il medesimo tema è stato trasposto in musica da molti compositori:
- Dafne, opera di Jacopo Peri su libretto di Ottavio Rinuccini (1594).
- La Dafne, opera di Marco da Gagliano su libretto di Ottavio Rinuccini (1608).
- Dafne opera del compositore tedesco Heinrich Schütz - sempre sul medesimo testo di Rinuccini - la cui partitura è andata perduta (1627).
- Apollo e Dafne, una cantata di George Frideric Handel composta tra il 1709-1710.
- Dafne, opera di Antonio Caldara su libretto di Abbate Biave (Salisburgo 1719).
- Daphne, opera di Richard Strauss su libretto di Joseph Gregor (1938).

Nell'ambito dei videogiochi, nella visual novel d'impronta noir Dry Drowning (2019) il protagonista dovrà cercare di risolvere una serie di casi ispirati alla mitologia greca; il primo di essi fa riferimento proprio alla vicenda di Dafne.

## Botanica
Mentre la storia di Dafne è tradizionalmente collegata con l'alloro (Laurus nobilis), quasi 90 specie di arbusti sempreverdi noti per i loro fiori profumati e i frutti velenosi sono raggruppate sotto il genere Daphne: la "ghirlanda di fiori" (Daphne cneorum), Daphne di febbraio o mezereon (Daphne mezereum) e alloro euforbia o alloro di legno (Daphne laureola). Questi generi sono classificati nella famiglia Thymelaeaceae e sono nativi in Asia, Europa e Nord Africa.